# Paradelphomyia aberdarica
Paradelphomyia aberdarica är en tvåvingeart som beskrevs av Alexander 1956. Paradelphomyia aberdarica ingår i släktet Paradelphomyia och familjen småharkrankar.
Artens utbredningsområde är Kenya. Inga underarter finns listade i Catalogue of Life.